# Siw Malmkvist
Siw Malmkvist (født 31. december 1936 i Landskrona) er en svensk sangerinde og skuespiller. I Danmark kendes hun især fra hovedrollen i den danske filmmusical Forelsket i København fra 1960.
I 2004 optrådte hun sammen med Gitte Hænning og Wenche Myhre i et show i Berlin.
Showet havde repremiere i 2007.